# Gando (Tanzania)
Gando è una circoscrizione rurale (rural ward) della Tanzania situata nel distretto di Wete, regione di Pemba Nord. Conta una popolazione di 2 210 abitanti (censimento 2012).